# Taiyuan Fu
Taiyuan Fu (chiń. 太原孚, Tàiyuán Fū; kor. 태원부 T’aewon Pu; jap. Taigen Fu; wiet. Thái Nguyên Fú; ur. 868, zm. 937) – chiński mistrz chan związany z tradycją południowej szkoły chan.

## Życiorys
Na początku swojej praktyki buddyjskiej zainteresowany był naukami doktrynalnymi i wykładał Sutrę Mahaparanirvany. Pewnego razu, gdy wygłaszał wykład w klasztorze Guangxiao, słuchała go grupa mnichów chan. Kiedy Taiyuan wykładał nauki sutry o dharmakai mnisi ci wybuchnęli śmiechem, co wprowadziło Taiyuana w stan konsternacji. Później Taiyuan poprosił tych mnichów o wyjaśnienie, gdzie popełnił błąd. Mnisi poradzili mu, by siadł w medytacji i pozwolił odejść wszelkim jego ideom dobra i zła. Taiyuan postąpił za ich poradą i siedział wytrwale, i pod koniec całonocnej sesji medytacyjnej osiągnął nagle oświecenie, po usłyszeniu dźwięku młotka uderzającego w gong.
Po tym wydarzeniu rozpoczął wędrówkę po wielu klasztorach chan i jego reputacja jako biegłego w chanie zaczęła się szerzyć w kraju.
Pewnego dnia, przed domem Buddy [na górze Jing], mnich spytał Taiyuana Fu: „Byłeś na górze Wutai czy nie?”
Taiyuan powiedział: „Byłem tam.”
Mnich spytał: „Czy widziałeś Mandziuśriego?”
Taiyuan powiedział: „Widziałem go.”
Mnich spytał: „Gdzie go widziałeś?”
Taiyuan powiedział: „Widziałem go przez domem Buddy na górze Jing.”
Później ten sam mnich dotarł na Szczyt Śniegu w Fuzhou. Tam opowiedział o rozmowie z Taiyuanem.
Xuefeng powiedział: „Dlaczego mu nie powiedziałeś, aby tu przyszedł?”
Gdy Taiyuan usłyszał o tym, spakował swoje rzeczy i wyruszył na Szczyt Śniegu. Gdy Taiyuan przybył na Szczyt Śniegu, mnisi mieli specjalny dzień wolnego czasu i cieszyli się z ofiarowanej im trzciny cukrowej.
Changqing spytał Taiyuana: „Skąd przyszedłeś?”
Taiyuan powiedział: „Zza gór.”
Changqing powiedział: „To trudna podróż. Co przyniosłeś ze sobą?”
Taiyuan powiedział: „Trzcinę cukrową. Trzcinę cukrową.”
Następnego dnia, gdy Xuefeng usłyszał o tym, zwołał mnichów do budynku. Gdy wszedł do niego popatrzył na Xuefenga, a potem na mnichów.
Następnego dnia Taiyuan poszedł do Xuefenga, pokłonił się i powiedział: „Wczoraj działałem nie synowsko w stosunku do ciebie.”
Xuefeng powiedział: „Rozumiem ta sprawę, więc zapomnijmy o tym.”
Xuefeng spytał Taiyuana: „Rozumiem, że Linji ma trzy zdania. Czy tak?”
Taiyuan powiedział: „Tak.”
Xuefeng powiedział: „Jakie jest pierwsze?”
Taiyuan popatrzył bezpośrednio na Xuefenga.
Xuefeng powiedział: „To jest drugie zdanie. Jakie jest pierwsze?”
Taiyuan klasnął i wyszedł.
Po tym zdarzeniu Xuefeng bardzo wysoko cenił Taiyuana. Taiyuan otrzymał przekaz Dharmy i miał bardzo dobre relacje z Xuefengiem. Pozostał u Xuefenga przez bardzo długi czas i służył jako kąpielowy.

## Linia przekazu Dharmy zen
Pierwsza liczba oznacza liczbę pokoleń mistrzów od 1 Patriarchy indyjskiego Mahakaśjapy.
Druga liczba oznacza liczbę pokoleń od 28/1 Bodhidharmy, 28 Patriarchy Indii i 1 Patriarchy Chin.
- 33/6. Huineng (638–713)
  - 34/7. Qingyuan Xingsi (660–740)
    - 35/8. Shitou Xiqian (700–790)
      - 36/9. Tianhuang Daowu (748–807)
        - 37/10. Longtan Chongxin (782–865)
          - 38/11. Deshan Xuanjian (819–914)
            - 39/12. Xuefeng Yicun (822–908)
              - 40/13. Taiyuan Fu (868–937)
              - 40/13. Wŏnnap Koreańczyk
              - 40/13. Yŏngjo Koreańczyk (zm. ok. 947)
              - 40/13. Furong Lingxun (bd)
              - 40/13. Jingqing Daofu* (863–937) (także Shunde)
              - 40/13. Cuiyan Lingcan* (Cuiyan Yongming)(bd)
              - 40/13. Yunmen Wenyan* (862–949) szkoła yunmen
              - 40/13. Baofu Congzhan* (zm. 928)
                - 41/14. Zhaoqing Wendeng (884–972) – autor Quanzhou Qianfo xinzhu zhuzu song (Nowo skomponowane pochwały różnych mistrzów patriarchalnych [ułożone w] klasztorze Qianfo w Quanzhou) (ok. 945 r.)
                - 41/14. Lontan Ruxin (bd)
                - 41/14. Shangu Xingchong (bd)
                - 41/14. Baoci Wenqin (bd)
                - 41/14. Yanshou Huilun (bd)
                  - 42/15. Guizong Daoquan (bd)

              - 40/13. Xuansha Shibei* (835–908)
                - 41/14. Zhongta Huiqui (bd)
                - 41/14. Luohan Guichen (867–928)
                  - 42/15. Longji Shaoxiu (zm. 954)
                  - 42/15. Tianbing Congyi (bd)
                  - 42/15. Qingqi Hongjin (bd)
                  - 42/15. Fayan Wenyi (885–958) szkoła fayan

              - 40/13. Changqing Huileng* (854–932)
                - 41/14. Xianzong Cichan (bd)
                - 41/14. Zhaoqing Daokuang (bd)
                - 41/14. Baozi Guangyun (bd)

              - 40/13. Zhangsheng Jiaoran* (bd)
              - 40/13. Ehu Zhifu* (bd)
              - 40/13. Dapu Xuantong* (bd)
              - 40/13. Bao’en Huaiyue* (bd)
              - 40/13. Huadu Shiye* (bd)
              - 40/13. Gushan Shenyan* (bd)
              - 40/13. Xiangshou Shaoxiang* (bd)
              - 40/13. Anguo Hongtao* (bd)
              - 40/13. Jiyun Lingzhao* (bd)
              - 40/13. Yongfu Congyan* (bd)
              - 40/13. Fuqing Xuanna* (bd)
              - 40/13. Hushan Yanzong* (bd)
              - 40/13. Nanyue Weijing* (bd) (Weijing Chanshi) – autor Xu Baolin zhuan (Ciągły przekaz z Lasu Skarbu)
              - 40/13. Yueshan Jianzhen* (bd)
              - 40/13. Shuilong Daopu* (bd)